# Seleção Portuguesa de Voleibol

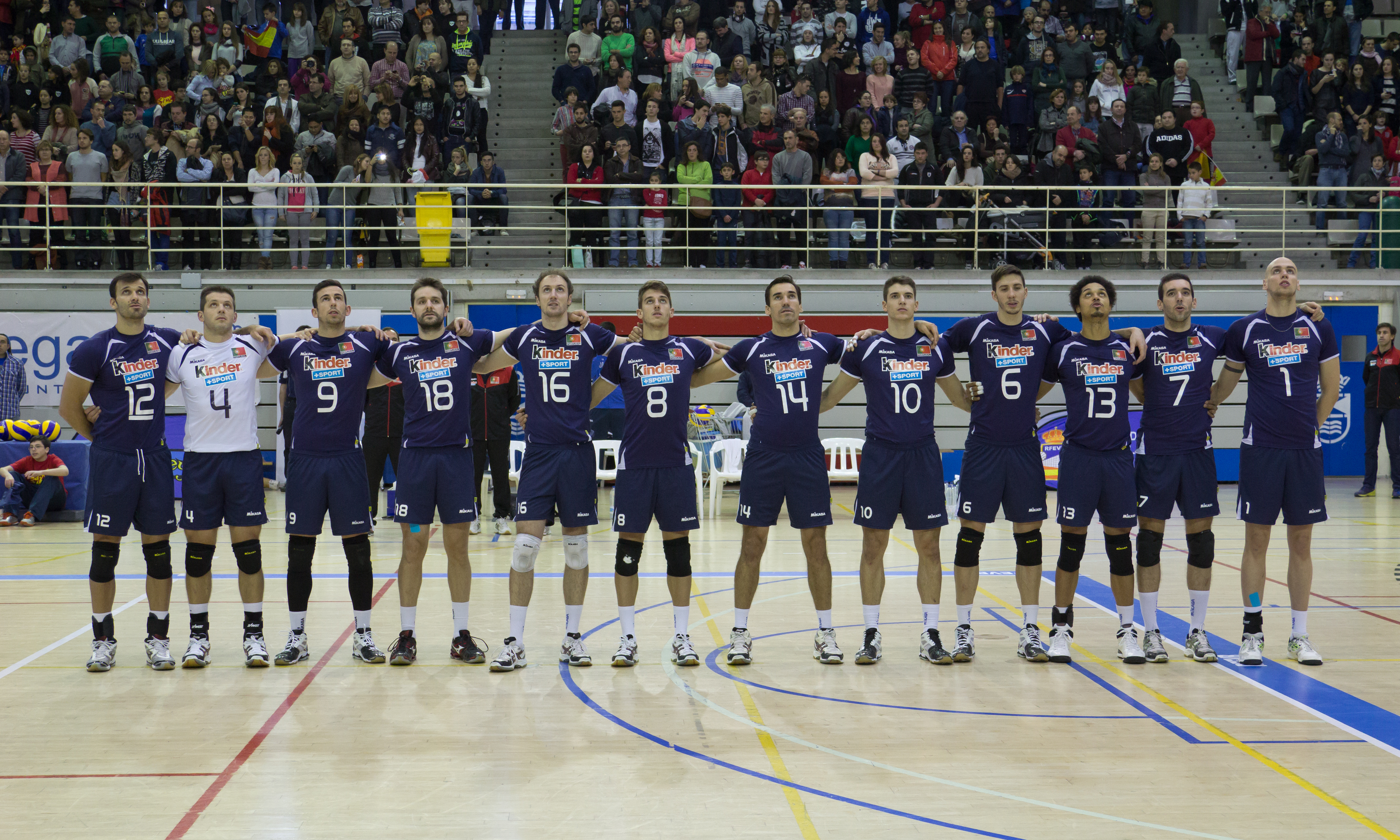
Seleção portuguesa em 2013.

A seleção portuguesa de voleibol masculino é uma equipe europeia composta pelos melhores jogadores de voleibol de Portugal. A equipe é mantida pela Federação Portuguesa de Voleibol (FPV). Encontra-se na 23ª posição do ranking mundial da FIVB segundo dados de 18 de setembro de 2023.
Seus melhores resultados foram a conquista da Liga Europeia de Voleibol Masculino, em 2010, o quarto lugar no Campeonato Europeu de Voleibol, em 1948, o quinto lugar na Liga Mundial de Voleibol, em 2005 e o oitavo lugar no Campeonato Mundial de Voleibol, em 2002.

## Resultados obtidos nos principais campeonatos

### Jogos Olímpicos
A seleção portuguesa nunca participou dos Jogos Olímpicos.

### Campeonato Mundial
| Ano  | Sede      | Classificação |
| ---- | --------- | ------------- |
| 1956 | França    | 15º           |
| 2002 | Argentina | 8º            |

### Copa do Mundo
A seleção portuguesa nunca participou da Copa do Mundo.

### Copa dos Campeões
A seleção portuguesa nunca participou da Copa dos Campeões.

### Liga das Nações
| Ano  | Sede    | Classificação |
| ---- | ------- | ------------- |
| 2019 | Chicago | 15º           |

### Liga Mundial
| Ano  | Sede                  | Classificação |
| ---- | --------------------- | ------------- |
| 1999 | Mar del Plata         | 10º           |
| 2001 | Katowice              | 13º           |
| 2002 | Belo Horizonte–Recife | 13º           |
| 2003 | Madri                 | 13º           |
| 2004 | Roma                  | 10º           |
| 2005 | Belgrado              | 5º            |
| 2006 | Moscou                | 13º           |
| 2011 | Gdańsk–Sopot          | 14º           |
| 2012 | Sófia                 | 16º           |
| 2013 | Mar del Plata         | 17º           |
| 2014 | Florença              | 14º           |
| 2015 | Rio de Janeiro        | 20º           |
| 2016 | Cracóvia              | 14º           |
| 2017 | Curitiba              | 22º           |

### Campeonato Europeu
| Ano  | Sede                                            | Classificação |
| ---- | ----------------------------------------------- | ------------- |
| 1948 | Itália                                          | 4º            |
| 1951 | França                                          | 7º            |
| 2005 | Itália / Sérvia e Montenegro                    | 10º           |
| 2011 | Áustria / Chéquia                               | 14º           |
| 2019 | Bélgica / Eslovênia / França / Países Baixos    | 20º           |
| 2021 | Chéquia / Estónia / Finlândia / Polónia         | 15º           |
| 2023 | Bulgária / Israel / Itália / Macedônia do Norte | 10º           |

### Challenger Cup
| Ano  | Sede       | Classificação |
| ---- | ---------- | ------------- |
| 2018 | Matosinhos | 1º            |

### Liga Europeia
| Ano  | Sede         | Classificação |
| ---- | ------------ | ------------- |
| 2007 | Portimão     | 2º            |
| 2008 | Bursa        | 8º            |
| 2009 | Portimão     | 3º            |
| 2010 | Guadalaxara  | 1º            |
| 2018 | Karlovy Vary | 4º            |
| 2021 | Kortrijk     | 10º           |
| 2022 | Varaždin     | 6º            |
| 2023 | Zadar        | 5º            |
| 2024 | Osijek       | 8º            |

### Jogos Europeus
A seleção portuguesa nunca participou dos Jogos Europeus.

## Medalhas
| Evento             | Ouro | Prata | Bronze | Total |
| ------------------ | ---- | ----- | ------ | ----- |
| Jogos Olímpicos    | 0    | 0     | 0      | 0     |
| Campeonato Mundial | 0    | 0     | 0      | 0     |
| Copa do Mundo      | 0    | 0     | 0      | 0     |
| Copa dos Campeões  | 0    | 0     | 0      | 0     |
| Liga Mundial       | 0    | 0     | 0      | 0     |
| Liga das Nações    | 0    | 0     | 0      | 0     |
| Jogos Europeus     | 0    | 0     | 0      | 0     |
| Campeonato Europeu | 0    | 0     | 0      | 0     |
| Challenger Cup     | 1    | 0     | 0      | 1     |
| Liga Europeia      | 1    | 1     | 1      | 3     |
| Total              | 2    | 1     | 1      | 4     |

## Elenco atual
Atletas convocados para integrar a seleção portuguesa de voleibol no Campeonato Europeu de 2021.
Técnico:  Hugo Armando da Silva
| Camisa | Nome               | Posição    | Altura(m) | Peso(kg) | Clube atual                 |
| ------ | ------------------ | ---------- | --------- | -------- | --------------------------- |
| 1      | Miguel Sinfrónio   | central    | 1,94      | 89       | Leixões SC                  |
| 2      | Gil Pereira        | líbero     | 1,76      | 70       | Sporting Clube de Portugal  |
| 3      | André Lopes        | ponteiro   | 1,93      | 86       | Sport Lisboa e Benfica      |
| 4      | Filip Cvetićanin   | central    | 2,01      | 95       | AS Cannes                   |
| 5      | André Marques      | ponteiro   | 1,89      | 71       | Castêlo da Maia             |
| 6      | Alexandre Ferreira | oposto     | 2,02      | 87       | Woori Card WooriWON         |
| 7      | João Sousa         | líbero     | 1,87      | 65       | Portimonense Sporting Clube |
| 8      | Tiago Violas       | levantador | 1,93      | 88       | Sport Lisboa e Benfica      |
| 9      | Marco Ferreira     | oposto     | 2,03      | 97       | eWinner Gwardia Wrocław     |
| 10     | Phelipe Martins    | central    | 2,02      | 91       | Voleibol Clube Viana        |
| 12     | Lourenço Martins   | ponteiro   | 1,95      | 78       | Saint-Nazaire VB Atlantique |
| 15     | Miguel Tavares     | levantador | 1,92      | 82       | Aluron CMC Warta Zawiercie  |
| 17     | José Pedro Andrade | central    | 1,94      | 88       | Esmoriz GC                  |
| 18     | Hugo Gaspar        | oposto     | 2,00      | 83       | Sport Lisboa e Benfica      |
| 21     | João Silva         | líbero     | 1,86      | 69       | Gondomar Sport Clube        |